# Степове (Тернопільський район)
Степове́ —  село в Україні, у Підгаєцькій міській громаді,  Тернопільського району Тернопільської області. Розташоване на півдні району. До 1977 року село називалось Ригайлиха. До 2020 року підпорядковане Поплавській сільраді. До 1990 року належало до Бережанського району. 
Населення — 178 осіб (2007).

## Історія
Перша писемна згадка — 1876.
Перша письмова згадка – 1870 р. Стара назва села походила від прізвища Ригайло. За Австро-Угорщини і Польщі функціонувала однокласна школа з українською та польською мовами навчання.  Діяли філії українських товариств “Просвіта”, “Сільський господар”, “Рідна школа”, а також кооператива.
Від вересня 1939 р. село – під радянською окупацією. Від 5 липня 1941 р. до 21 липня 1944 р. – під нацистською окупацією.
Місцеві жителі брали участь у національно-визвольній боротьбі ОУН та УПА, а саме:
Павло Богдан (1921 р. н.), Григорій Богів (1915 р. н.), Марія Бурбан (1923 р. н.), Микола Кок (р. н. невід.), Микола Кучма (1924 р. н.), Павло Питель (1922 р. н.), Іван Пюрко (“Рух”; 1921 р. н.), Микола Роздобутько (1919 р. н.), Михайло Стащук (1922 р. н.), Григорій Хоптій (“Чорт”; 1922 р. н.), Іван Чемерис (р. н. невід.) та ін.
12 червня 2020 року, відповідно до розпорядження Кабінету Міністрів України № 724-р «Про визначення адміністративних центрів та затвердження територій територіальних громад Тернопільської області» увійшло до складу Підгаєцької міської громади.
19 липня 2020 року, в результаті адміністративно-територіальної реформи та ліквідації Підгаєцького району, село увійшло до складу Тернопільського району.

## Пам'ятки
Є церква Пресвятої Трійці (1992).
Є братська могила радянських воїнів. У боях за звільнення сіл Поплави і Степове від гітлерівських окупантів загинуло 6 радянських воїнів, які були поховані в різних місцях. У 1967 р. полеглих перепоховано в одну братську могилу і на ній споруджено обеліск.
Прізвища загиблих:
- молодший лейтенант Сергєєв М. Е.,
- рядові: Данильченко М. М., Буряк Ф. Д., Панфьоров В. І., Пруцких І. С., Костюков І. М.

## Соціальна сфера
Не Працюють ЗОШ 1 ступ., працюють бібліотека, ФАП.

## Галерея

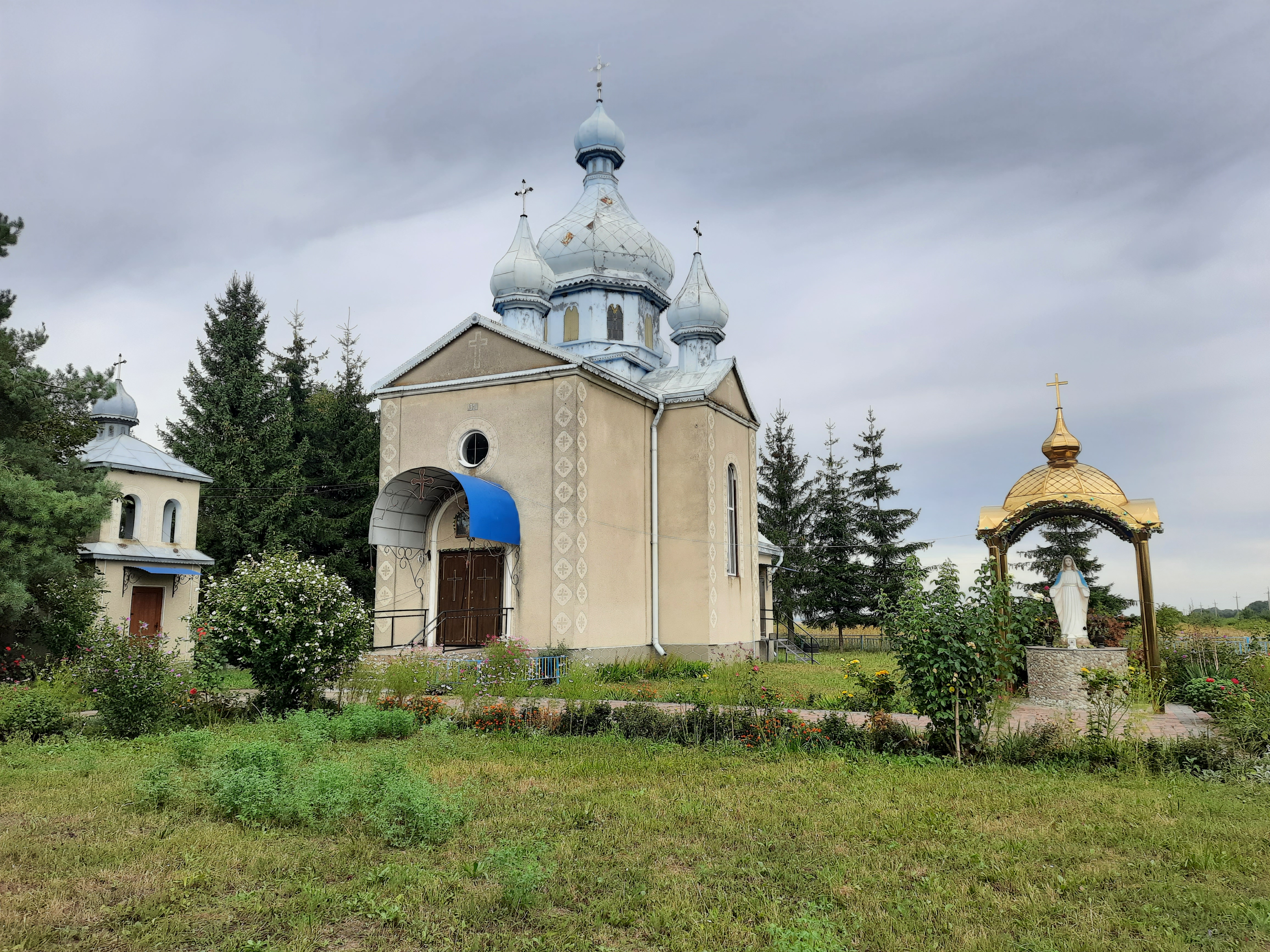
Церква Святої Трійці
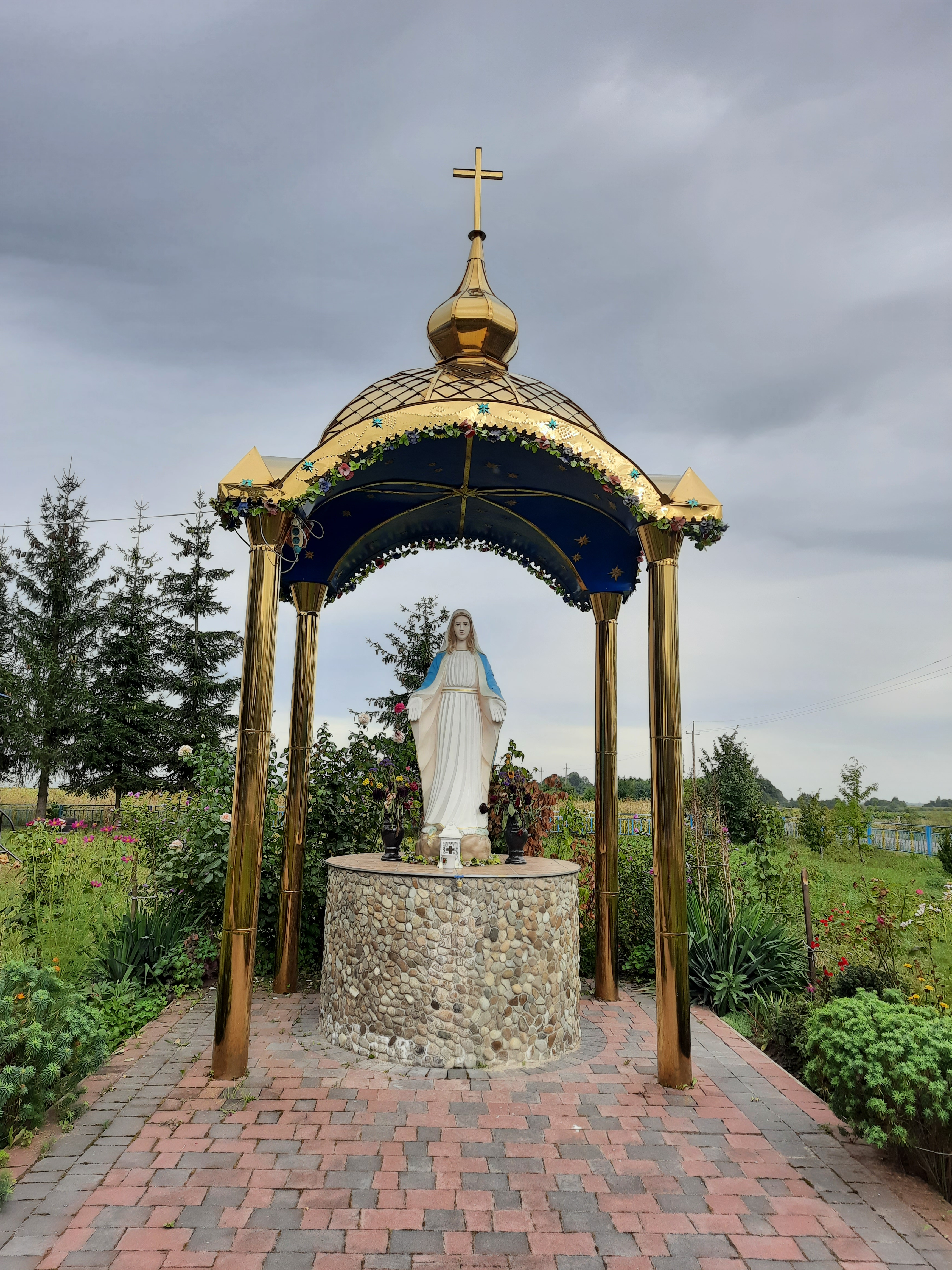
Статуя Божої Матері
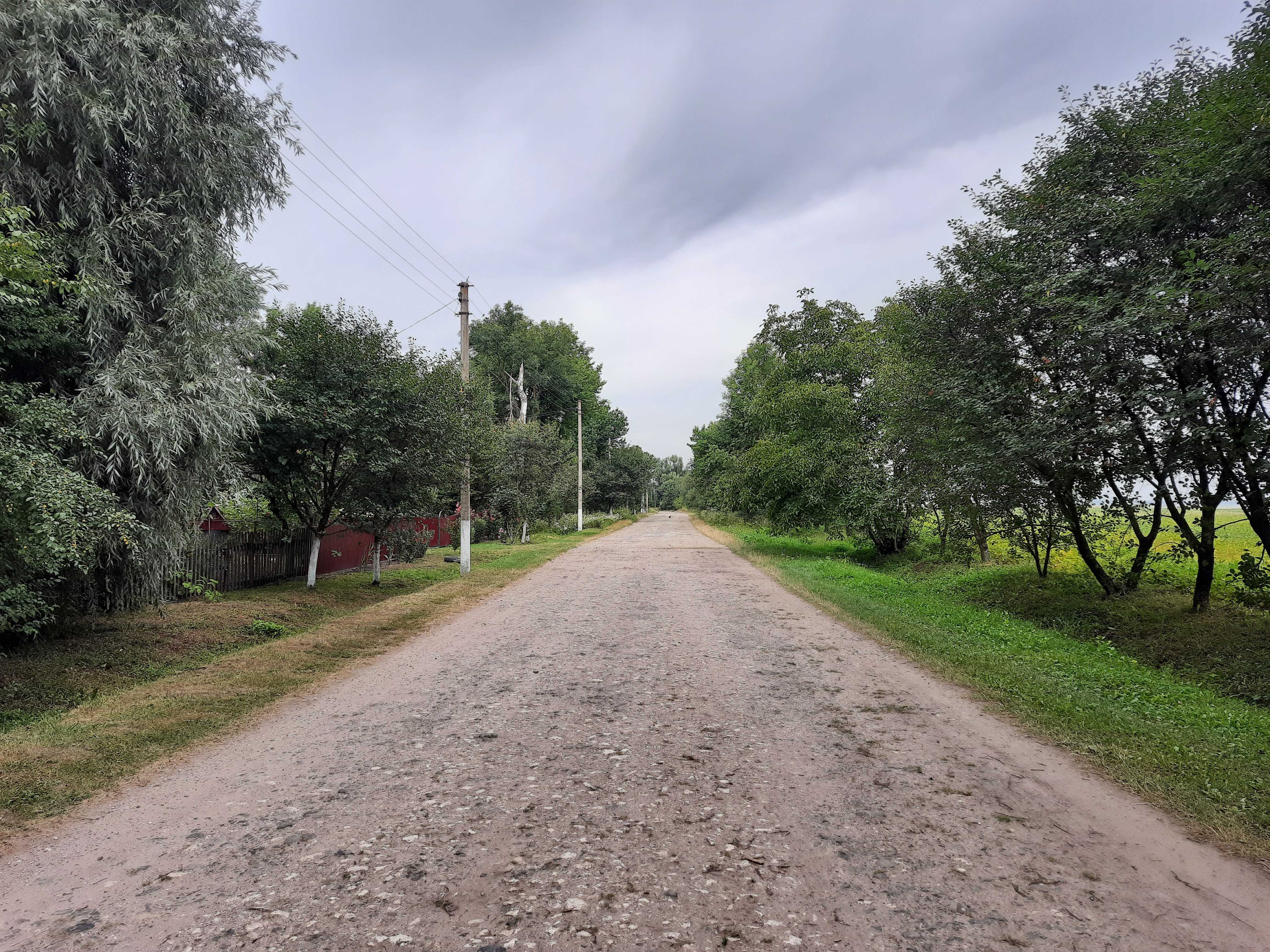
Сільська вулиця